# Antiparal·lelisme (matemàtiques)
Presents en molts teoremes i construccions fonamentals de la geometria, les rectes antiparal·leles es poden definir respecte a altres rectes o angles.

## Definicions
- Dues rectes r i r' són antiparal·leles respecte d'un angle Ô si formen el mateix angle en costats oposats de la bisectriu d'aquest angle.

- Si dues rectes a i b secants en O són tallades per altres dues r i r' respectivament en A, B i A', B' de tal manera que l'angle OAB sigui igual al OB'A', direm que les rectes r i r' són antiparal·leles respecte de les rectes a i b. També són iguals els angles OBA i OA'B' com a suplementaris de les sumes dels anteriors amb AOB.

La relació d'antiparal·lelisme entre els parells de rectes és recíproca.

Així com els segments resultants d'intersecar dues rectes secants amb dues de paral·leles (Teorema de Tales) ens permeten escriure:

Amb les rectes antiparal·leles, com que els triangles AOB i A'OB' són inversament semblants, podem verificar:

El producte dels segments determinats en un costat de l'angle per les rectes antiparal·leles és igual al producte dels segments determinats en l'altre costat per les mateixes rectes.
Si, a més a més,B coincideix amb B' es comprovarà que:

és a dir, el segment OB és mitjana proporcional entre els segments OA i OA'

## Teoremes associats
En funció d'aquesta propietat es pot verificar el Teorema del catet.
OB, com a catet del triangle rectangle OAB és mitjana proporcional entre la hipotenusa OA i la seva projecció sobre ella OA'
En el triangle AOB rectangle en A, l'altura BA' sobre la hipotenusa OA i un catet AB són antiparal·leles respecte dels dos costats de l'angle format per la hipotenusa i l'altre catet.

També és possible demostrar el Teorema de les secants: 
Si des d'un punt del pla d'una circumferència, exterior o interior, es tracen secants a ella, el producte de distàncies des del punt als d'intersecció de cada secant és constant. Aquest producte és la potència del punt respecte de la circumferència.

Els angles amb els vèrtexs en A i B', com a angles inscrits amb el mateix angle central corresponent a l'arc A'B tenen el mateix valor, la meitat del central; passa el mateix amb els angles en A' i B amb l'arc AB'.
També aquesta és la condició perquè quatre punts siguin concíclics:
OA. OA'= OB. OB'

En els quadrilàters cíclics o inscriptibles els costats oposats són antiparal·leles dels altres dos: les rectes a i b són antiparal·leles de les r i r'; l'angle BAA' i el BB'A' són iguals i pertanyen al mateix arc capaç d'extrems A i B.
De la mateixa manera es demostrarà el Teorema de les tangents: quan una tangent i una secant parteixen d'un mateix punt exterior a un cercle, la tangent és mitjana proporcional entre la secant i la seva part exterior; doncs, del teorema anterior, si una de les secants és una tangent, els angles en ambdós extrems de les rectes antiparal·lels són iguals i es tindrà :

Així mateix es verifica el Teorema de les cordes: quan dues cordes es tallen, el producte dels dos segments de la primera és igual al producte dels dos segments de la segona. 

Com que el diàmetre també és una corda, es demostraria el cas particular del Teorema de la perpendicular al diàmetre d'un cercle:
si en un punt del diàmetre d'un cercle s'aixeca una perpendicular fins al cercle, aquesta perpendicular és mitjana proporcional entre els segments que el seu peu determina en el diàmetre. Això s'anomena el teorema de l'altura.

I també:
- La recta que uneix els peus a dues altures d'un triangle és antiparal·lel al tercer costat.
- La tangent a la Circumferència circumscrita d'un triangle en un vèrtex és antiparal·lela al costat oposat.
- El radi de la circumferència circumscrita en un vèrtex és perpendicular a totes les rectes antiparal·lels als costats oposats.